# العلاقات الأفغانية الأوزبكستانية
العلاقات الأفغانية الأوزبكستانية هي العلاقات الثنائية التي تجمع بين أفغانستان وأوزبكستان.

## مقارنة بين البلدين
هذه مقارنة عامة ومرجعية للدولتين:
| وجه المقارنة                                              | أفغانستان                    | أوزبكستان       |
| --------------------------------------------------------- | ---------------------------- | --------------- |
| المساحة (كم2)                                             | 652.23 ألف                   | 448.98 ألف      |
| عدد السكان (نسمة)                                         | 34.94 مليون                  | 32.39 مليون     |
| الكثافة السكانية (ن./كم²)                                 | 53.57                        | 72.14           |
| العاصمة                                                   | كابل                         | طشقند           |
| اللغة الرسمية                                             | اللغة البشتوية، اللغة الدرية | اللغة الأوزبكية |
| العملة                                                    | أفغاني                       | سوم أوزبكستاني  |
| الناتج المحلي الإجمالي (بليون دولار)                      | 20.82 مليار                  | 48.72 مليار     |
| الناتج المحلي الإجمالي (تعادل القوة الشرائية) بليون دولار | 62.62 مليار                  | 190.50 مليار    |
| الناتج المحلي الإجمالي الاسمي للفرد دولار أمريكي          | 594                          | 2.13 ألف        |
| الناتج المحلي الإجمالي للفرد دولار أمريكي                 | 1.93 ألف                     | 5.57 ألف        |
| مؤشر التنمية البشرية                                      | 0.479                        | 0.675           |
| رمز المكالمات الدولي                                      | +93                          | +998            |
| رمز الإنترنت                                              | .af                          | .uz             |
| المنطقة الزمنية                                           | ت ع م+04:30                  | ت ع م+05:00     |

## مدن متوأمة
في ما يلي قائمة باتفاقيات التوأمة بين مدن أفغانية وأوزبكستانية:
- ترتبط بلخ مع سمرقند باتفاقية توأمة.

## منظمات دولية مشتركة
يشترك البلدان في عضوية مجموعة من المنظمات الدولية، منها:
| علم المنظمة | اسم المنظمة                               | تاريخ انضمام أفغانستان | تاريخ انضمام أوزبكستان |
| ----------- | ----------------------------------------- | ---------------------- | ---------------------- |
|             | وكالة ضمان الاستثمار متعدد الأطراف        | 16 يونيو 2003          | 4 نوفمبر 1993          |
|             | منظمة التعاون الإسلامي                    | ?                      | ?                      |
|             | منظمة الشرطة الجنائية الدولية             | ?                      | ?                      |
|             | منظمة حظر الأسلحة الكيميائية              | ?                      | ?                      |
|             | الأمم المتحدة                             | 19 نوفمبر 1946         | 2 مارس 1992            |
|             | مؤسسة التمويل الدولية                     | 23 سبتمبر 1957         | 30 سبتمبر 1993         |
|             | يونسكو                                    | 4 مايو 1948            | 26 أكتوبر 1993         |
|             | مؤسسة التنمية الدولية                     | 2 فبراير 1961          | 24 سبتمبر 1992         |
|             | بنك التنمية الآسيوي                       | 1966                   | 1995                   |
|             | البنك الدولي للإنشاء والتعمير             | 14 يوليو 1995          | 21 سبتمبر 1992         |
|             | المركز الدولي لتسوية المنازعات الاستشارية | 25 يوليو 1968          | 25 أغسطس 1995          |
|             | الاتحاد البريدي العالمي                   | ?                      | ?                      |
|             | الاتحاد الدولي للاتصالات                  | 12 أبريل 1928          | 10 يوليو 1992          |

## وصلات خارجية
- موقع وزارة الخارجية الأفغانية
- موقع وزارة الخارجية الأوزبكستانية